# Distrito electoral 9 (Illinois)
El distrito electoral de 9 (en inglés: Precinct 9) es un distrito electoral ubicado en el condado de Monroe en el estado estadounidense de Illinois. En el Censo de 2010 tenía una población de 972 habitantes y una densidad poblacional de 8,78 personas por km².

## Geografía
Según la Oficina del Censo de los Estados Unidos, tiene una superficie total de 110.71 km², de la cual 110.26 km² corresponden a tierra firme y (0.41%) 0.45 km² es agua.

## Demografía
Según el censo de 2010, había 972 personas residiendo. La densidad de población era de 8,78 hab./km². De los 972 habitantes, estaba compuesto por el 98.46% blancos, el 0% eran afroamericanos, el 0.21% eran amerindios, el 0% eran asiáticos, el 0% eran isleños del Pacífico, el 0% eran de otras razas y el 1.34% pertenecían a dos o más razas. Del total de la población el 0.31% eran hispanos o latinos de cualquier raza.